# Đỗ Ngọc An
Đỗ Ngọc An (sinh năm 1963) là một chính khách Việt Nam. Trong Đảng Cộng sản Việt Nam,Ông từng là Phó Trưởng Ban Kinh tế Trung ương (2021-2023); Phó Bí thư Đảng ủy khối các cơ quan Trung ương nhiệm kỳ 2015 - 2020, Phó Bí thư Tỉnh ủy Lai Châu khóa XIII nhiệm kỳ 2015–2020, Chủ tịch Ủy ban nhân dân tỉnh Lai Châu khóa XIV nhiệm kỳ 2016–2021.

## Lý lịch và học vấn
Đỗ Ngọc An sinh ngày 10 tháng 1 năm 1963, quê quán xã Tảo Dương Văn, huyện Ứng Hòa, Hà Nội.
Trình độ:
- Chuyên môn: Kỹ sư nông nghiệp; cử nhân kinh tế, Thạc sĩ kinh tế chính trị.
- Lý luận chính trị: Cao cấp.

## Sự nghiệp
Từ 10/1981 - 9/1984: Cán bộ Hợp tác xã Nông nghiệp xã Tảo Dương Văn, huyện Ứng Hòa, tỉnh Hà Tây;
Từ 10/1984 - 10/1988: Học viên Trường Cao đẳng Kỹ thuật Hà Nội;
Ngày 27 tháng 4 năm 1987, Đỗ Ngọc An gia nhập Đảng Cộng sản Việt Nam, chính thức trở thành đảng viên ngày 27 tháng 4 năm 1988.
Từ 11/1988 - 9/1990: Bí thư đoàn xã, cán bộ Hợp tác xã Nông nghiệp Tảo Văn Dương, huyện Ứng Hòa, tỉnh Hà Tây;
Từ 10/1990 - 12/1991: Cán bộ Phòng Nông nghiệp huyện Ứng Hòa, tỉnh Hà Tây;
Từ 1/1992 - 7/1997: Huyện ủy viên, Ủy viên Ban Thường vụ Tỉnh đoàn, Bí thư Huyện đoàn Ứng Hòa, tỉnh Hà Tây;
Từ 8/1997 - 8/2001: Phó Bí thư Tỉnh đoàn Hà Tây;
Từ 9/2001 - 02/2002: Bí thư Tỉnh đoàn kiêm Chủ tịch Liên hiệp thanh niên tỉnh Hà Tây;
Từ 3/2002 - 6/2005: Tỉnh ủy viên, Bí thư Tỉnh đoàn Hà Tây (tháng 4/2004 – 7/2008 Đại biểu Hội đồng nhân dân tỉnh Hà Tây);
Từ 7/2005 - 7/2008: Bí thư Huyện ủy Thanh Oai, tỉnh Hà Tây;
Từ 8/2008 - 3/2012: Phó Vụ trưởng Vụ địa phương I, Ban Tổ chức Trung ương;
Từ 4/2012 - 2/2014: Vụ trưởng Vụ địa phương I, Ban Tổ chức Trung ương;
Từ 3/2014 - 5/2015: Phó Bí thư Thường trực Tỉnh ủy Lai Châu;
Sáng ngày 18/5/2015, tại kỳ họp thứ 10 (kỳ họp bất thường) của Hội đồng nhân dân tỉnh Lai Châu khóa 13 (2011 - 2016), Đỗ Ngọc An đã được bầu giữ chức Chủ tịch Ủy ban nhân dân tỉnh Lai Châu khóa 13, nhiệm kỳ 2011 – 2016, với 93,5% số phiếu bầu.
Ngày 15/10/2015, Hội nghị lần thứ Nhất, Ban Chấp hành Đảng bộ tỉnh khóa XIII đã bầu Đỗ Ngọc An tái đắc cử chức vụ Phó Bí thư Tỉnh ủy Lai Châu nhiệm kỳ 2015 - 2020.
Chiều ngày 29/6/2016, tại kỳ họp thứ nhất, Hội đồng nhân dân tỉnh Lai Châu khóa XIV đã bầu Đỗ Ngọc An, tái đắc cử chức vụ Chủ tịch Ủy ban nhân dân tỉnh Lai Châu, nhiệm kỳ 2016 – 2021.
Ngày 13 tháng 2 năm 2019, Đỗ Ngọc An được Ban Bí thư Ban Chấp hành Trung ương Đảng Cộng sản Việt Nam khóa 12 điều động, chỉ định thôi tham gia Ban Chấp hành, Ban Thường vụ và chức danh Phó Bí thư Tỉnh ủy Lai Châu, nhiệm kỳ 2015 - 2020 và giữ chức danh mới là Phó Bí thư Đảng ủy khối các cơ quan Trung ương nhiệm kỳ 2015 - 2020.
Ngày 28 tháng 2 năm 2019, 47 đại biểu dự Kỳ họp HĐND tỉnh Lai Châu khóa XIV (tổng số đại biểu HĐND: 50), đã quyết định miễn nhiệm chức danh Chủ tịch UBND tỉnh Lai Châu đối với Đỗ Ngọc An. Thay thế ông là Trần Tiến Dũng, 44 tuổi, một phó bí thư tỉnh ủy khác, nguyên Thứ trưởng Bộ Tư pháp (2016-2019).
Ngày 4 tháng 6 năm 2021, Theo Quyết định số 112-QĐNS/TW của Ban Bí thư, ông Đỗ Ngọc An, Phó Bí thư Đảng ủy Khối các cơ quan Trung ương, được điều động, bổ nhiệm giữ chức Phó Trưởng ban Kinh tế Trung ương.
Ngày 31 tháng 10 năm 2023, Ban Kinh tế Trung ương tổ chức Hội nghị trao quyết định nghỉ hưu, hưởng chế độ bảo hiểm xã hội đối với đồng chí Phó Trưởng Ban Đỗ Ngọc An.